# Prova documentale
La prova documentale è una rappresentazione di un fatto incorporata su una base materiale in modalità digitale o analogica. La nozione di documento si basa su quattro elementi: il fatto rappresentato; la rappresentazione; l'incorporamento; la base materiale.

## Scritto
Lo scritto è la prova documentale per eccellenza, non solo su carta ma anche su nastro. Il documento di per sé consiste nell'estrinsecazione di un pensiero tramite parole e compiuta da un soggetto, sia direttamente che indirettamente. 
Compito del giudice è quello di valutare il fatto estrinseco prima, ovvero la provenienza del documento, e quello intrinseco poi, ovvero il contenuto.
La prima operazione solitamente si riconduce alla sottoscrizione tramite firma o firma digitale, oppure al fenomeno del documento scritto di proprio pugno. Inoltre fondamentale importanza è la collocazione nel tempo, quindi la datazione del documento. Per maggiore sicurezza, spesso l'ordinamento si serve di uno strumento più efficace, come l'attestazione ufficiale da parte di soggetti prestabiliti (notaio o pubblico ufficiale), gli atti dei quali assumono un connotato di pubblica fede e certificano la provenienza corretta del documento. In questo caso si parla di atti pubblici, mentre in quello della sottoscrizione di scritture private.

## Atto pubblico
A stabilire l'efficacia dell'atto pubblico è il codice civile all'art.2699
(Art. 2699 c.c. - Atto pubblico)
Senza i requisiti evidenziati dall'articolo, l'atto altro non è che una scrittura privata.
Da notare che il documento, con i requisiti dell'atto pubblico, fa piena prova fino a querela di falso (ex art.2700).
L'aspetto estrinseco di questo tipo di documento, pertanto, ha validita di prova legale fino a querela di falso, mentre l'aspetto intrinseco è liberamente apprezzabile dal giudice.

## Scritture private
Come già visto, nelle scritture private, mancando alcun tipo di certificazione, fa fede la sottoscrizione o requisito, quando possibile, equipollente. Essendo però la sottoscrizione molto meno certa, il legislatore ha trovato l'espediente, per rendere il documento prova legale sotto l'aspetto estrinseco, del riconoscimento o dell'autenticazione da parte del sottoscrittore, oppure del riconoscimento tacito.
(Art. 2702 c.c. - Efficacia della scrittura privata)